# マジックインキ

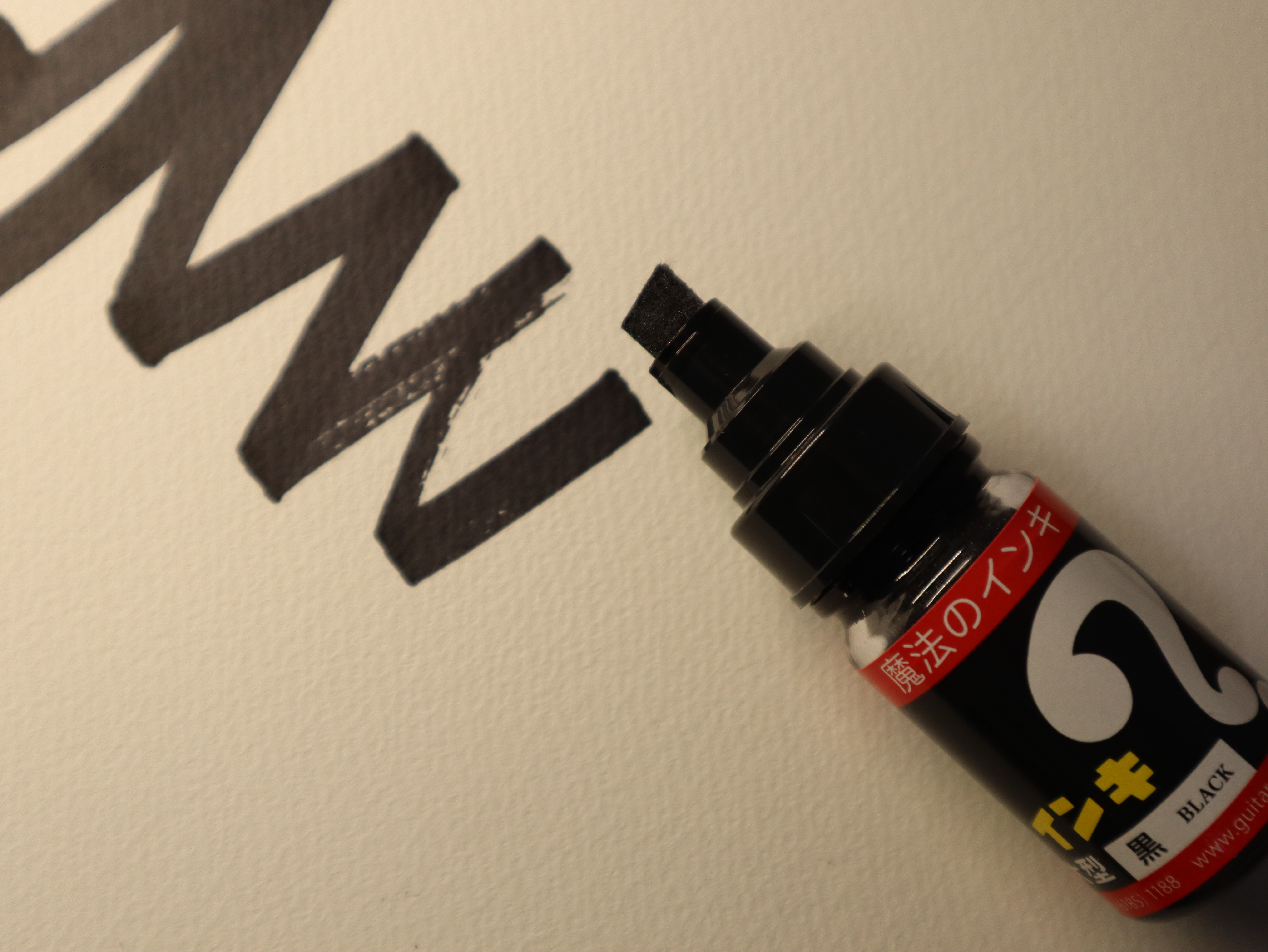
マジックインキ

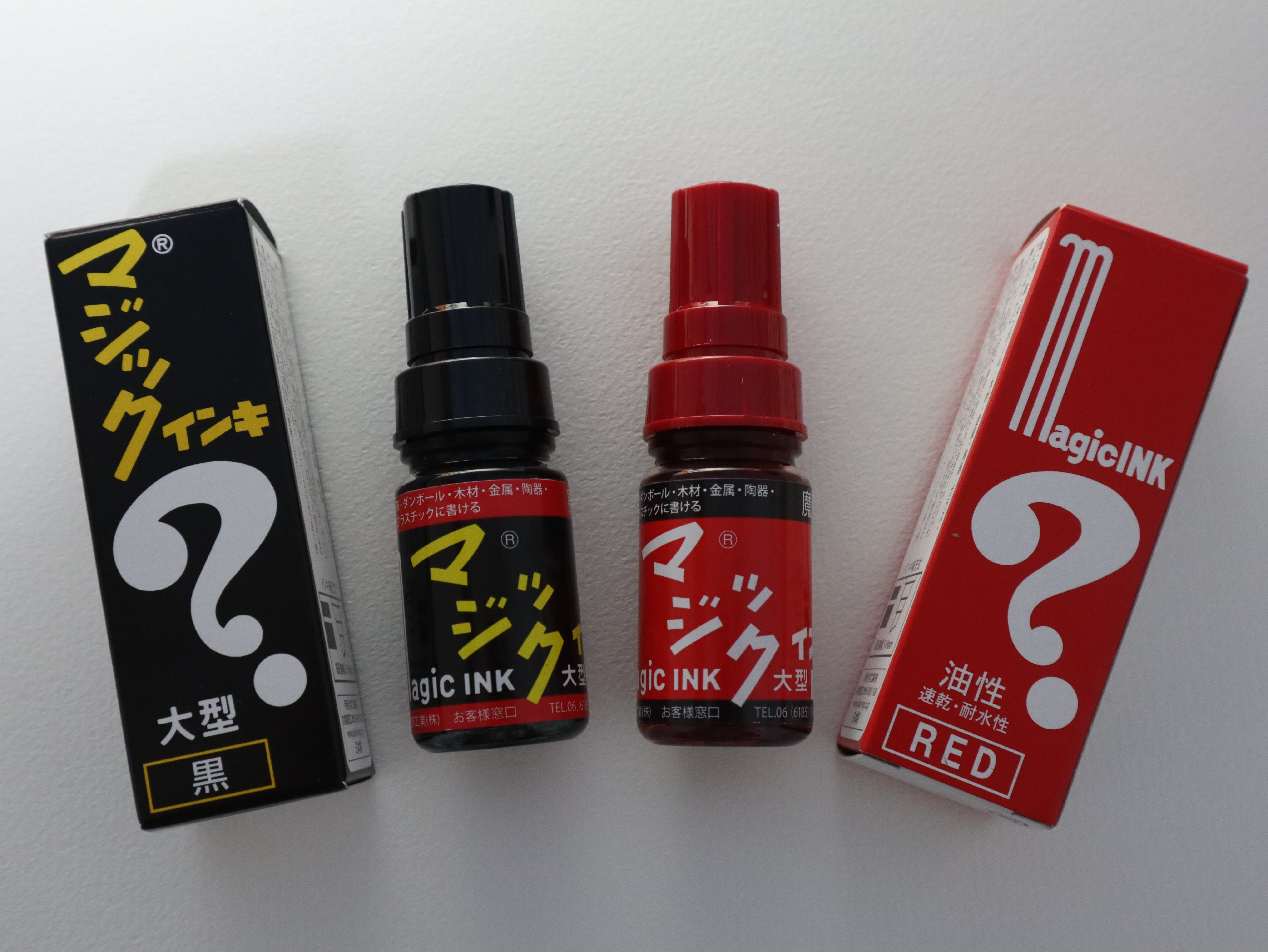
マジックインキ。黒色と赤色。外箱と本体

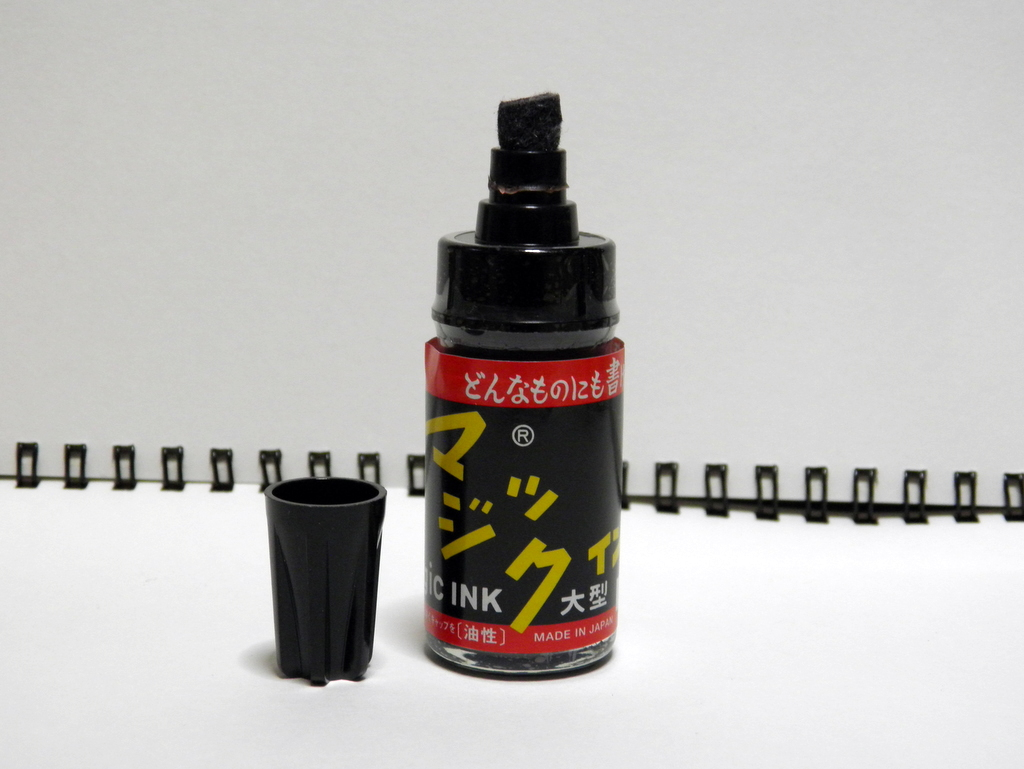
マジックインキ黒色。キャップを外した状態。本体のラベルには「どんなものにも書ける魔法のインキ」とある

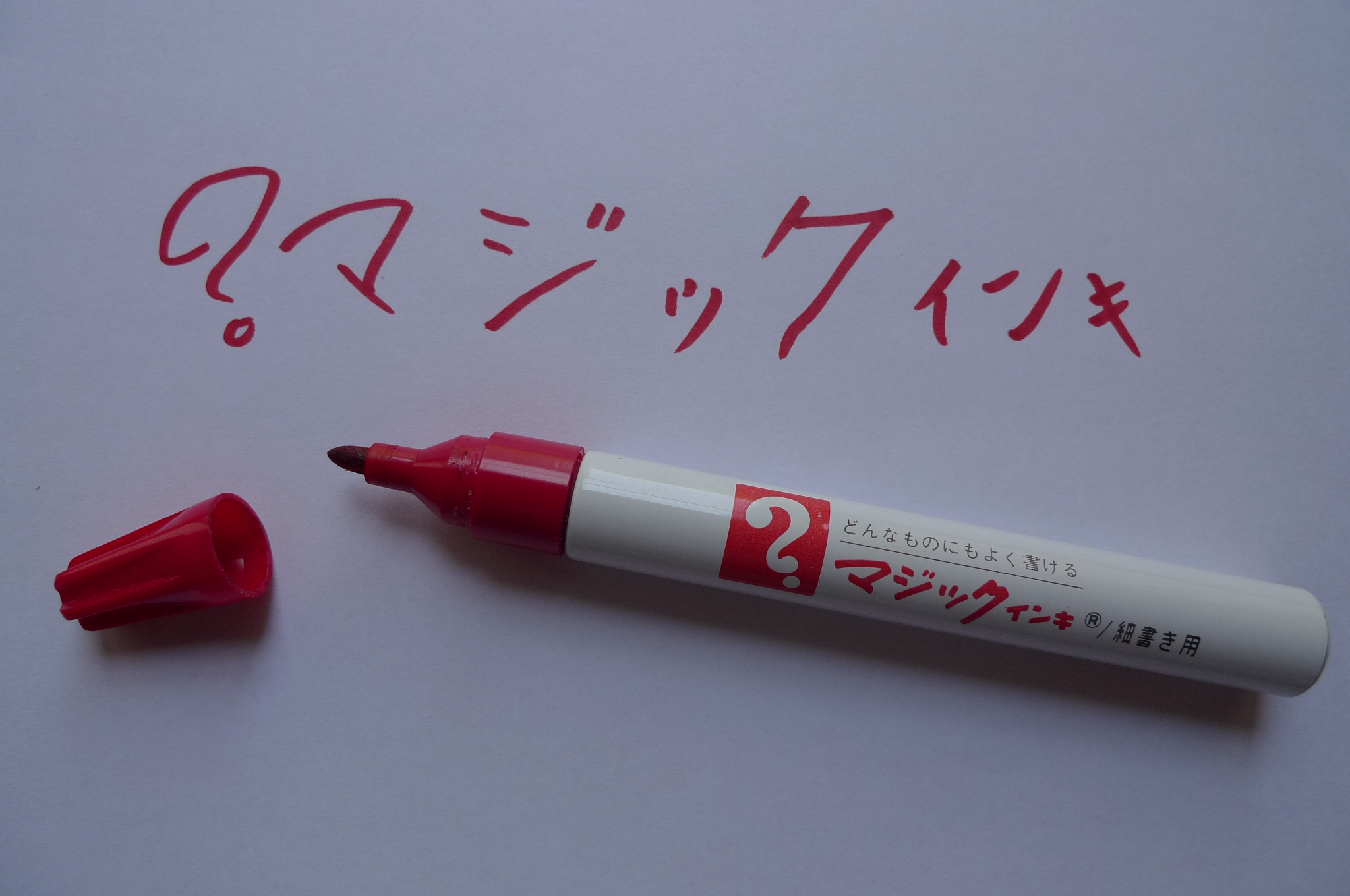
マジックインキ細書き用（赤色）

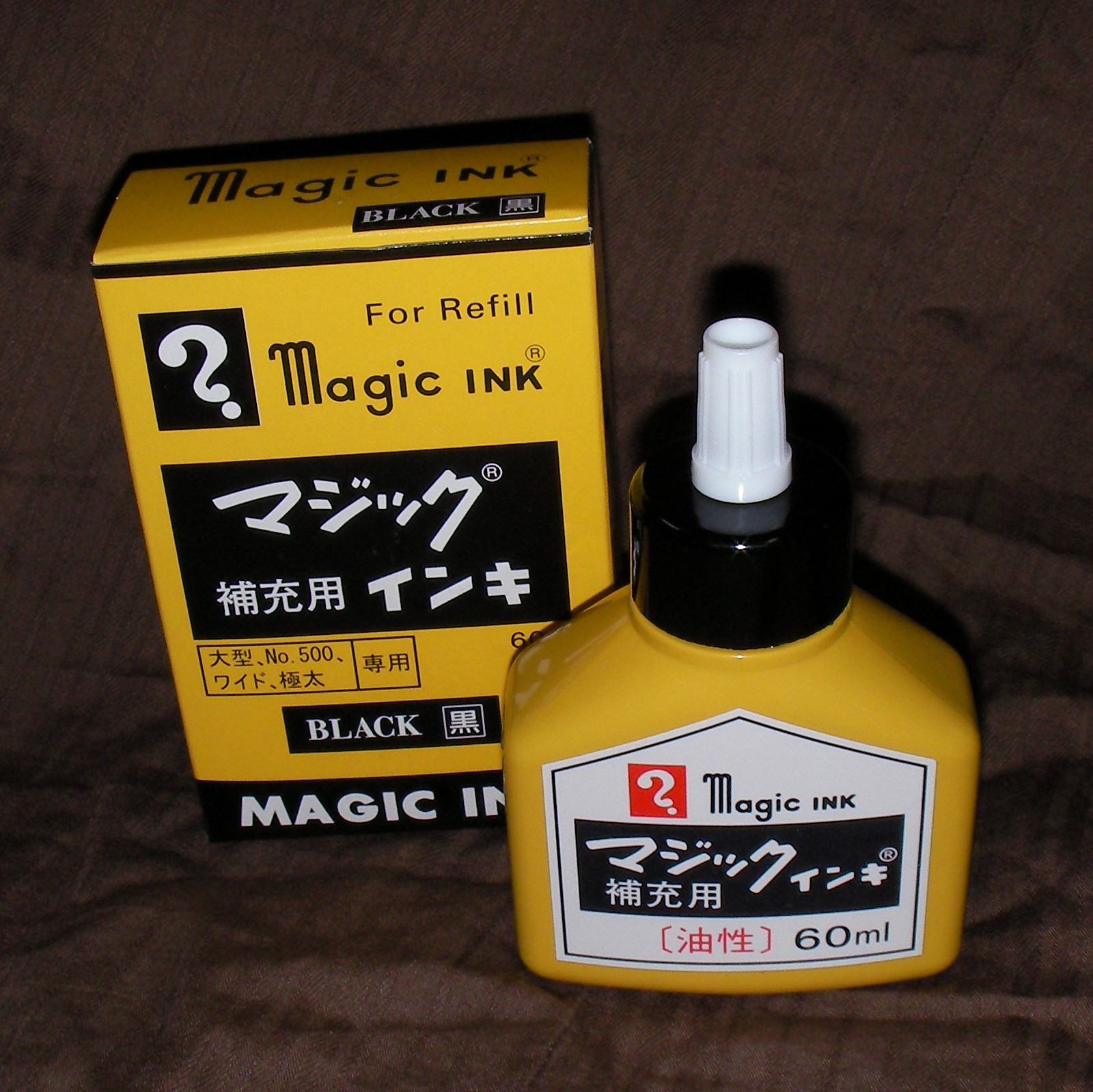
マジックインキ補充液（黒）

マジックインキ（Magic ink）は、日本を代表する油性マーカーのブランドのひとつである。同製品は、第二次世界大戦後まもない時期に、油性マーカーの日本における嚆矢として、内田洋行の初代社長 内田憲民の発案・企画と寺西化学工業の研究・開発によって生まれた。1953年発売。発売直後は販売不振であったが、やがて国民的大ヒット商品として一世を風靡した。「マジック」の名称は日本国内においてフェルトペンの総称となっており、今日においてもポピュラーな製品である。

## 概要
この筆記用具は、フェルト製の先端部に絶えずインクが毛細管現象によって供給されるため、書く角度による影響を受けにくい。金属、耐油性プラスチックまたはガラス製の軸の中には綿に染み込ませたインクが入っており、ここから先端部にインクが供給される。
特筆すべきはそのインクで、有機溶剤に溶かし込まれた染料・樹脂は、塗布後数秒から数分で乾燥・固化する。インクが染み込む性質が極めて高い。
- 紙類や木材・布製品に使用した際には耐候性に優れ、長期間の直射日光や風雨に晒されても簡単には消えない。布製品の場合では繰り返しの洗濯にも耐え得る。ただし赤など特定色は製品によって顔料がそれほど強固ではなく、退色することがある。
- ゴム製品やプラスチック製品に対して使用した場合は、溶剤がそれらを溶かしながら染料が定着するため、やはり耐候性に優れるが、それら製品の強度を損なう恐れがあるため注意が必要である。その一方で、マジックインキに利用されているキシレン等の溶剤の性質上、発泡スチロール、ポリ塩化ビニル製品などの一部合成樹脂製品には向かない。
- ガラス製品や金属製品の場合は、摩擦によって簡単に剥がれ落ちてしまう。

また、使用されている有機溶剤には強い揮発性と有害性があるため、蓋を外したままにしておくとすぐに乾いて使えなくなってしまう他、締め切った部屋で大量に使う事は勧められない。換気が必要である。近年ではこれら危険な有機溶剤に代わって、安全性の高い溶剤を使用したり、速乾性に劣るものの水性の顔料を利用する製品も登場している。
なお、寺西化学工業のマジックインキでは、発売開始以降一貫して「マジックインキ補充液」も販売されており、60ミリリットルの合成樹脂製ボトルに入れられ紙箱に入った小型の物から、18リットルの一斗缶に入った物まである。補充液は一般のマジックインキを扱う商店では共に扱われないこともあるが、文具店などの一部に取り扱いが見られる。同社では替えのペン先も販売しており、この補充インクと併せ使い捨てではないリユースで廃棄物削減・ゴミ問題の軽減に役立つ商品設計と位置付けている。

## 歴史
マジックインキの着想は、もともと米・スピードドライ社の発売していた「フェルトペンのペン先を利用した新しい筆記具」に由来する。同社の製品は、戦後混乱期の1951年に日本から飛び立ったアメリカ産業視察団に参加した内田洋行社長の内田憲民（当時）の目に留まり、日本に持ち帰られた。視察団は日本の産業を振興すべく国内で米国から持ち帰った様々な工業製品の展示会を開いたが、この中で寺西化学工業の初代社長寺西長一がその筆記具に関心を抱いた。しかし、持ち帰られた製品は輸送の途中でキャップも容器も壊れており、既にインクも乾燥してしまっていて、構造もインクの成分も不明で、結局寺西が得ることが出来たのは内田の「アメリカで流行している新しい速乾性の筆記具」という話と、どうやら毛細管現象を利用しているらしいという推測だけだった。
この当時、日本では戦後の混乱がおさまっておらず、油性インキを含む合成樹脂製品を製造する企業もほとんど機能しておらず材料の調達は難航、加えて当時日本で一般的に流通していた顔料は水溶性のものが主流であったため、得られる素材で試行錯誤を繰り返したという。しかし寺西は「これは必ず次代の主力筆記具に成長する」と確信、研究と共に製造施設の確保に進んだ。当時は樹脂と反応させた特製油性インクの歩留まりは50%を下回るという状況だったという。これを改善するため、染料を絞って天日に手作業で干すなどの創意工夫を続け、またペン先のフェルトはフェルト帽を作る帽子屋から調達するなどした。当時は有機溶剤に耐える容器が限られたため、ガラスを利用するというアイデアもこの当時にさかのぼる。
こうして1953年4月に発売にこぎつけたが、筆記具業界に革命を起こす意気込みで発売したところ、今度は余りに革新的過ぎて消費者に理解されず、キャップを開けっ放しにしてインクを乾かしてしまうトラブルからクレームになったり、百貨店などで実演販売してもらっても1日最大2-3本しか売れず、宣伝販売員すら「マジックインキの宣伝販売はもうやりたくない」と言い出す始末だったという。
しかし発売から4年後の1957年、発売当初1本80円から既に2度の値下げで「すぐ書けてすぐ乾く」という性質が一般にも理解され始め利用者を増やし、漫画家の長崎抜天が即興で大きな漫画を一息に書き上げ、唖然とする聴衆に「魔法のタネはこれだ!」としてマジックインキを示すパフォーマンスが新聞などのメディアに取り上げられた。また同時期には、山下清がカラフルなマジックインキのペンを利用した作品を発表した。
おりしも高度経済成長期で大衆も豊かになっていく中で、物流にも変化が現れ、従来は木箱でやり取りされていた各種製品が段ボール箱で大量輸送されるようになり、「素早く書けてすぐ乾き、雨に濡れても滲まない」という性質からこれらの宛名書きなどに需要も増大、1960年代には必要不可欠な筆記具や画材とみなされるようになっていった。
2008年度のロングライフデザイン賞を受賞。

## トリビア
- マジックインキの商標権は、内田洋行が所有している[3]（登録商標 日本第505150号ほか）。同製品本体とパッケージ（紙箱）には、製造・販売元と登録商標保持者が異なるためか、企業名の記載がない（寺西化学工業の電話番号のみ表示）。
- 文具としての活用のみならず、原子力発電所の配管マーキング、さっぽろ雪まつりの雪像づくりにおいて氷上に線を書くのにマジックインキが使用される（その様子はテレビ番組の『マジックインキ不思議物語』で放送された[要検証 – ノート]）[5]という。
- 『マジックインキ細書き用』のボディには、発売当初より金属製のチューブが使われている。
- 大阪市のヘソプロダクションが、寺西化学工業・内田洋行とのコラボレーション商品として「マジックインキ細書き用」を模した容器にふりかけを詰めた「マジックふりかけ」を開発し[6]、2018年9月13日から発売した[7]。ヘソプロダクション・寺西化学工業・内田洋行の予想を上回る売れ行きとなり[8]、2019年12月時点で累計販売数は100万本を超える[9]。さらに2018年12月には、「マジックインキ大型」を模した容器に調味料を詰めた「マジックインキッチン」を発売している[10]。その後、サングラス、マグネットなどの関連商品も発売されている[11]。

### F1タイヤのマーキングに使用
F1では、2007年よりブリヂストンのワンメイク(独占供給)によってタイヤが供給されることになり、同時にソフトタイヤとハードタイヤの2種類のタイヤを1レースで使用することが定められた。ブリヂストンは、識別を分かりやすくするべく、この年の第2戦からソフト側のタイヤの溝に白いラインを引くことになったが、当初は白い市販の油性ペンを使ってレースごとに手作業でラインを引いていた。それを知った寺西化学工業がタイヤの溝(当時はスピード抑制を目的に溝ありタイヤだった)に合うように極太のマジックを開発し、ブリヂストンに提供した。F1の車体規則を大幅に改められた2009年からは溝のないスリックタイヤへと変更になった。ブリヂストンはルール改定後、直接接地しないタイヤのサイド部分を着色することにしたが、ここでもマジックインキが使われている。

### マジックインキのリニューアル
マジックインキ(大型)はラベル、キャップ、箱、(ゴクホソ・細がき用)はキャップ、(極太)キャップ、容器のリニューアルをしている。
また“どんなものにもよく書ける魔法のインキ”から“紙・布・ダンボール・木材・金属・陶器・ガラス・プラスチックに書ける魔法のインキ”に変更されている。
ハイ・ファイン0.5の容器は大幅にリニューアルされている。
補充インキのパッケージも大幅にリニューアルされている。
太がき用(ワイド)は廃盤し、中太が新発売された。
マジックインキ白(大型と同じサイズ)は廃盤。
マジックインキホワイトのインキ(インク)もリニューアルされた。